# Дароносица

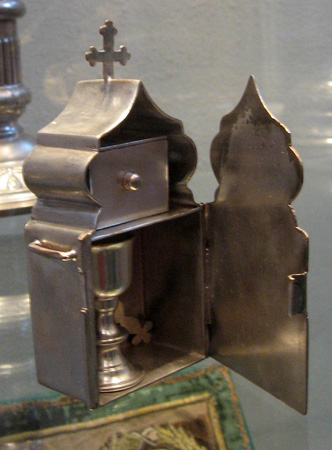
Дароносица, конец XIX века, Киево-Печерская лавра

Дароно́сица (лат. Ciborium, ср. киворий) — переносная дарохранительница для хранения Святых Даров. Используется для осуществления таинства причастия вне храма. При помощи принесённых священником преждеосвящённых Даров к таинству приступают больные, заключённые и другие верующие, которые не могут посещать храм. В Католической церкви дароносица специального типа используется также для выставления Святых Даров для их почитания (адорации).
В православии дароносица хранится, как правило, на Жертвеннике. Прикасаться к ней имеют право только священнослужители.
В изобразительном искусстве дароносица является атрибутом святых Клары, Норберта и Гиацинта. Она упоминается в одном из стихотворений Мандельштама:
Вот дароносица, как солнце золотое,

Повисла в воздухе — великолепный миг.

Здесь должен прозвучать лишь греческий язык:

Взят в руки целый мир, как яблоко простое.

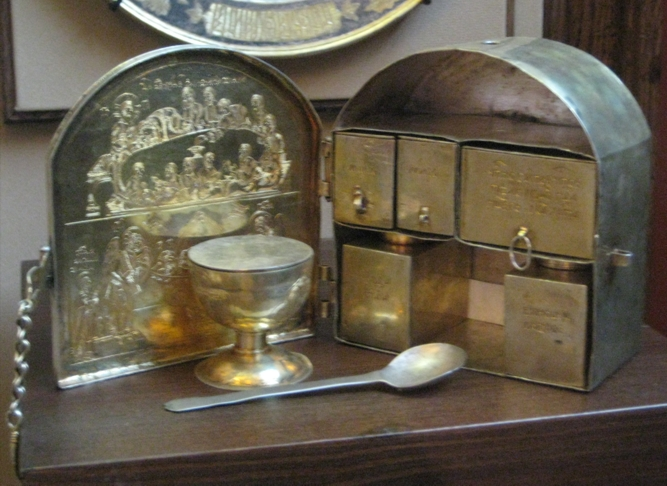
Дароносица, 3-я четверть XVII века